# 击球 (板球)

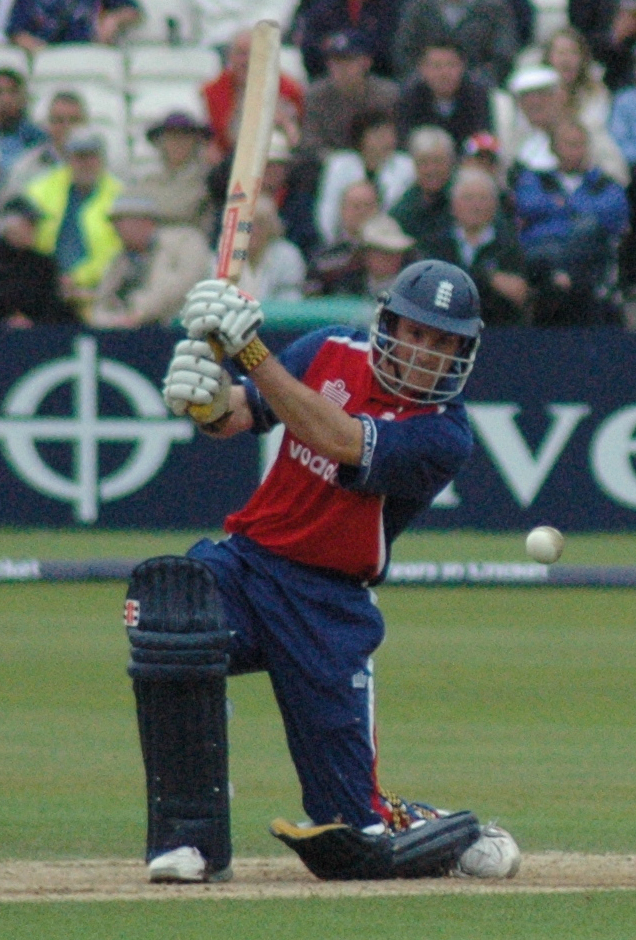
英格兰队的安德鲁·施特劳斯在2005 NatWest系列赛中击球

板球运动中，击球是指用来避免出局和获取得分而使用球板将球击出的动作或技巧。
每支板球队通常拥有十一名队员，所有队员都有击球的可能性。擅长击球或正在击球的球员通常称为击球手，击球手的主要目标是尽力避免出局并为本队争取得分跑。
在特定时间内，一方球队仅有两名击球手可以击球（另一队的所有队员作为防守队员进行防守）。击球手可在每局击球直至出局。一旦一名击球手出局，他的队友将代替他击球，直到此队十一名队员中的十名出局，则他们的击球局结束。

## 击球目标
从比赛的战略重要性上来讲，击球手的目标依重要性递减的顺序依次为：
1. 避免出局
2. 避免受伤
3. 得分

如同棒球，板球的根本目标是尽快地得分，哪怕是在对抗赛（Test Match）中，但保存实力能够使击球手有更长时间来得分，而且按球队获胜的目标来说避免出局更为重要。这是由于受伤的击球手可以暂时离开并在恢复之后在相同一局之中重新击球，而击球手出局之后则不能在此局内再次击球。
棒球击球的根本目标是得分，这又与板球不尽相同，也反映出两种运动中进攻与防守的术语差异。棒球运动中，击球被视为是“进攻”的角色，而板球击球则是“防守”角色。但近二十年来现代板球的发展使得进攻性击球方式更为常见，尤其可见于擅长进攻打法的澳大利亚击球手。

## 击球技巧
击球手必须拥有良好的手眼协调、反应、体力、奔跑速度、声音判断，当然还要掌握板球规则以及对板球战略战术的理解。
用于特殊动作的基本技巧如下：
- 防止球击中三柱门（而击球手被击杀出局）
- 避免在三柱门前击中腿部（而击球手被腿截球出局）
- 避免击球被防守队员接到（而击球手被接杀出局）
- 避免被球以可能导致受伤的方式击中
- 以精准的位置、时间和力量用板来击球从而躲开防守队员
- 判断何时得分跑安全，并得分

## 击球类型
击中板球的动作叫做一“击”或一“振”。击球以方法和技巧划分为多种类型。优秀的击球手通常拥有所谓的“平衡感”，即或多或少关于身体和肩膀、双足的同步运动稳定性。击球手击球的方式如下：

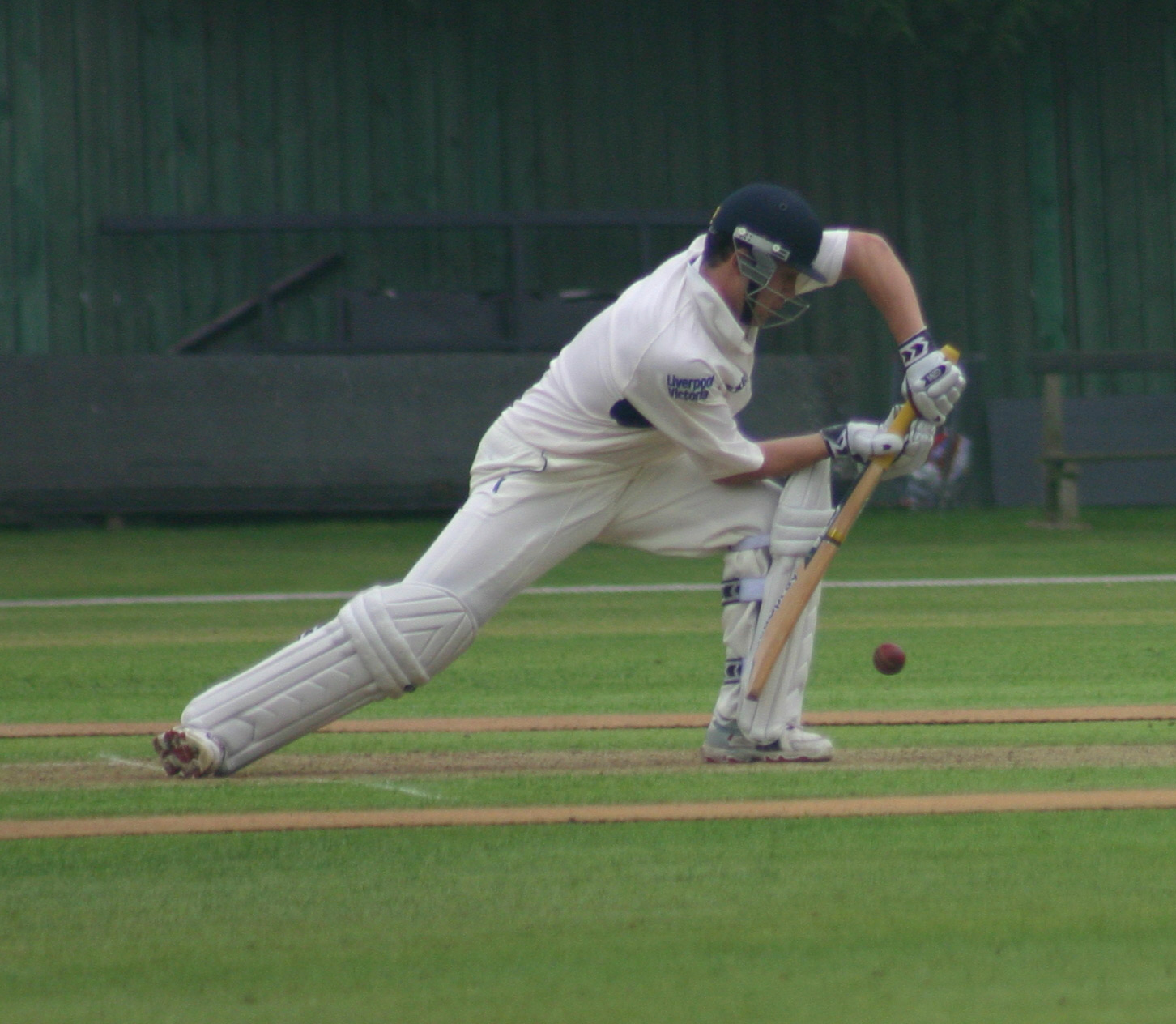
击球手迈出一大步使用“前向防守”挡击来球。Having taken a long stride, a batsman blocks the ball with a forward defensive shot.

挡击（Block）：纯粹的防守击球，即将球板放置在三柱门之前防止球击中三柱门。这一击不需用力，通常由在底部的手稍轻握住板柄，仅仅将飞向三柱门的球挡住。也可以分为“前向防守”（forward defensive）或“后向防守”（backward defensive），两者取决于击球手击球时重心位于前足或后足。
切击（Cut）：在面向区（off side）的横板击球方法，在球通过击球手时拍击它从而使其击中面向区的square或backward of square区域。可分为“上切”（upper cut），即故意将球切过slips（或越过gully区域），以及“中式切”（Chinese cut），即意外地将球切在内侧边缘而使球滚向腿侧区。

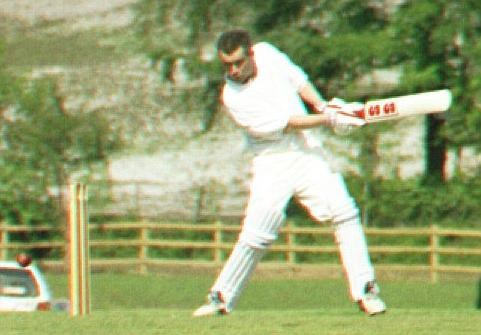
击球手进行“切击”。A batsman plays a cut shot. He is near the end of the follow-through, having hit down onto the ball, so that it travels along the ground.

抽击（Drive）：沿球线（line of the ball）挥动球拍划出垂直面弧，在击球手身前击球。按照球的走向，抽击可分为“cover抽”、“面向抽”或“腿侧抽”。还有“square抽”，这种抽击较为少见，用下方的手展开球板正面将球向面向区square方向击出。抽击时重心可放在前脚或后脚，但用后脚沿球线抽击比较有难度。印度的Sachin Tendulkar以他的标志性“直抽”而闻名，这种击球与腿侧抽类似，但回球落地较直，最后滚过投球手。
横甩（Hook）：用于击打瞄准或靠近击球手头部的快速反弹球（bouncer）的进攻性横板击球。击球手必须迈入球线并且在他的头部高度挥动球板，在square leg之后“挑甩”将板球击向空中，有时会得到六分。这是种危险的击打方式，但却相当具有价值。
腿侧轻扫（Leg glance）：一种精巧的击打方式，在球经过击球手时于腿侧区附近瞄准，用球板轻扫板球，将其偏转至square leg或fine leg区域。在最后将球板正面转向leg side的同时，击球手的头和身体移动进入球线。这种击打在“臀部之上”（off the hip），所以常被称为“臀上轻扫”（hip glance）。
划扫（Paddle sweep）：一种扫式击打（见下面的“扫击”），将球击向fine leg区域。划扫为横握球板，单膝跪地，通常对付慢速投球或远离腿侧门柱的球。要将球板从球上侧向下击打从而使其飞向fine leg。
横压（Pull）：同样是横握球板，但在身前将球板划出水平弧从而击打反弹至腰部高度的球，使其被“横压”至腿侧区。这种方法与横甩（hook）的不同之处是它挥动球板向下，使球保持向地面运动。

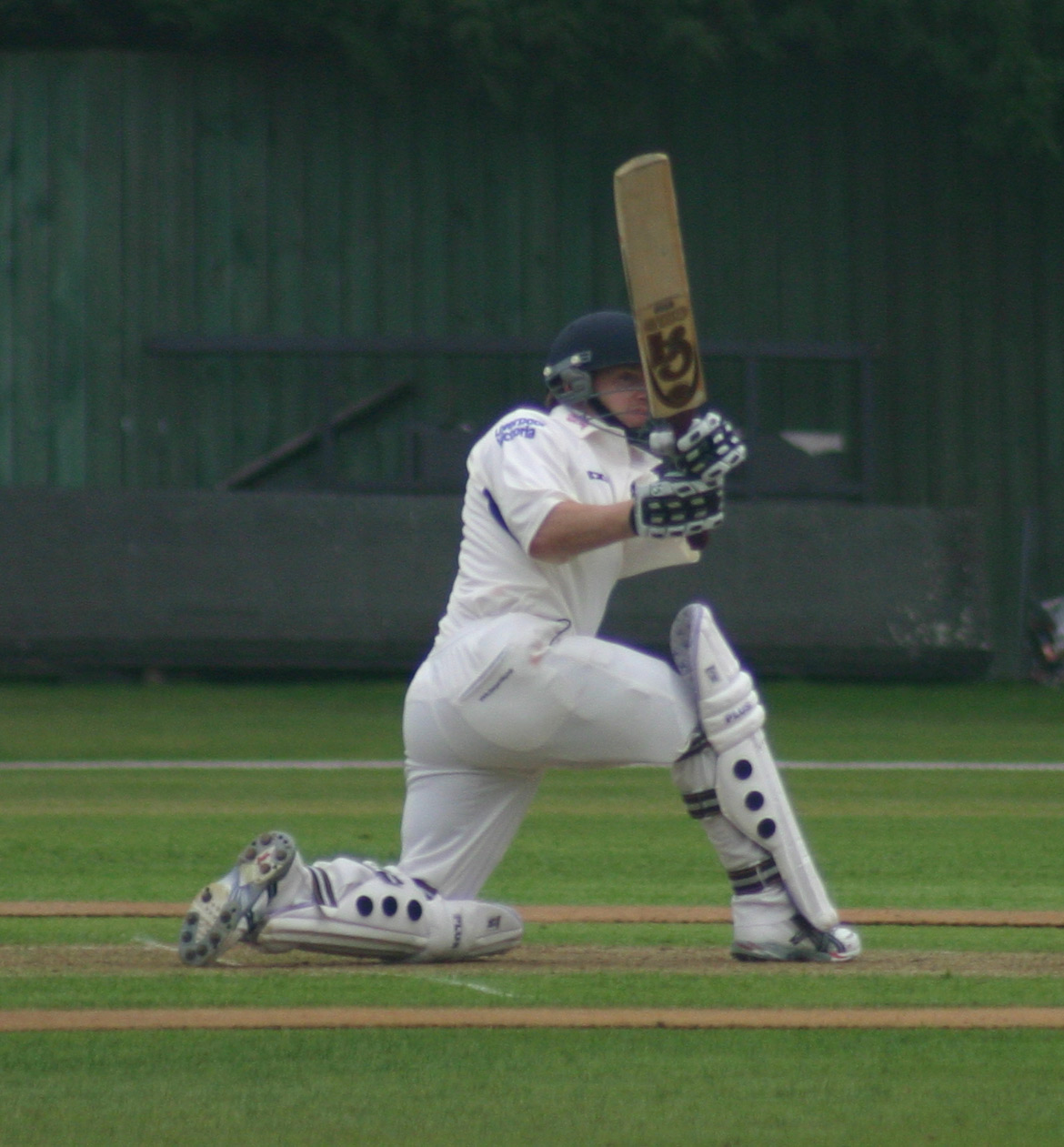
左手型击球手在进行“扫击”。

扫击（Sweep）：对付慢速投球手投出慢速反弹球的横握球板击打方法，单膝跪地，如同“前向防守”击球，将头低向板球，在球道附近水平弧面上挥动球板，将球“扫”向腿侧区。
反扫（Reverse sweep）：与“扫击”类似，是对付慢速反弹球的横握球板击打方法，单膝跪地，在球道附近水平弧面上挥动球板，但在挥板同时翻转球板一半将球从腿侧区“扫”向面向区。由于能够有效地挑战防守布局，反扫具有相当的潜在价值，但它被板球正统派认作是非正统击球方式。它最早在1970年代由巴基斯坦击球手姆沙塔克·穆罕默德（Mushtaq Mohammed）开始习惯性地使用。共有两位板球运动员被认作是反扫专家（一部分人认为反扫是他们的标志性击打动作），他们是津巴布韦的安迪·弗劳尔（Andy Flower）和巴基斯坦的贾维德·米安达（Javed Miandad）。反扫需要对击球时机有很好的判断和翻转球板的协调性，以及将球击打至面向区所需相当大的臂力
挑击（Scoop）：击球手在身前将球板与球道保持平行，球板底端指向投球手。击球手试图将球轻挑过捕手的头顶。挑球方法最著名的球员是前津巴布韦队员道格拉斯·马里利埃（Douglas Marillier）。
重击（Slog）：这是一种强力将球击向腿侧区空中试图取得六分的击打方式，通常没有太多的技巧可言。重击中经典的例子是“cow shot”，即越过较好或完整球路长度（good or full length）球线的强力挥击，将球击向大概在mid-wicket和long-on之间被称为“cow corner”的区域。重击必须有相当准确的时机判断，当击球手挥板越过球线而不是顺着球线挥击时，很容易轻率击球，形成侧击，甚至完全没有击中。通常来说，将球直接击过投球手头顶而不是朝向“cow corner”对击球手的三柱门是较为安全的，但直接一击往往比产生相同力量的旋转腿部一击要更难。
重扫（Slog sweep）：一种类似于在“扫击”时单膝跪地位置的cow shot。重扫通常将球击向square leg而不是“cow corner”。这种打击方式几乎仅仅用于慢速投球手投出的适度full-pitched球，因为那时击球手才会有时间去判断球路长度并采用重扫所需的进攻性跪地姿势。

## 击球战略
两种主要国际板球比赛形式板球对抗赛和单日国际板球赛的击球战略各有不同。

### 单日国际板球赛
由于单日国际板球赛（ODI）的轮数有限，击球手应尽力快速得分。迅速得分意味着每个投球都要去争取至少拿到一分。大多数击球手设法取得单轮（即六个投球）四分的平均得分。
当一支队伍击球时，最好的击球手率先出场。前三名击球手（编号1、2、3）是“前列”；接下来的四名（编号4、5、6可能还有7）成为“中列”，最后四名（编号8、9、10和11）是“后列”或“队尾”。
队中最好的击球手通常位于击球顺序的前列，因而取得更多分数。“开局者”（opener）或开局击球手是指最先上场的两位击球手。他们的任务是对付新球并在新球变旧（坚硬而光滑的新球反弹和摇摆较为厉害并且对击球手来说较难面对）之前不失掉三柱门。另外，他们应当进行快速击球局（在较少投球数中获得较多分数），这是因为防守方由于规则限制防守布局，在前15投球轮中使得对手更容易得分。在最近的单日国际板球赛比赛规则修订  中，防守方队长被要求在前10轮强制执行防守限制，然后在规定的50轮中任选时刻执行两次5轮的所谓“power-play”轮的防守限制。
在开局者之后，三号击球手即“one-drop batsman”上场。他的任务是代替开局者并非常认真地击球而延长击球局，有效地占领击球一端。这就关系到一定的击球稳定性，因为新上场的击球手稳定状态较为不易，而在另一端有状态已稳定的击球手则会对他有很大帮助。一支队伍中最好的击球手通常排在第3或第4位，这是为了保护他免受新球道和最厉害的投球手所带来的击球困难，从而使其打出较长时间的一局。
在ODI中，中列击球手往往被认为是击球序列中最具价值的，这是因为他们的责任是巩固击球一方在50轮中段内所处的位置。中列击球的特点是以得许多“单分”（即“一分”）和“双分”为主，偶尔得到“边界球”（四分或六分），恰好与那些主要以得边界球为主的开局者相反。这是因为对手的防守限制在此时已被去除，得到边界球的比例也随之下降。中列击球手通常因在三柱门之间迅猛的跑动能力以及他们的耐力和耐心而入选。中列选手在比赛的最后10轮开始时往往会开始迅猛进攻。
为了达到猛烈进攻的目的，有两点比较重要：有一定数量击球大力的击球手尚未登场或仍未出局，以及有一定数量的三柱门剩余，即还有击球手上场的机会（这是因为猛烈进攻意味着失去更多三柱门的可能性）。单日板球赛每局最后10局往往是这局比赛中最精彩的部分，此时会出现相当的多边界球以及击球手被迫出局。最后的尾列击球手包含了队中的投球手，他们的击球水平并不出众，所以尽量排在击球顺序的末尾。
话说回来，击球顺序没有任何限制。队长可以试验不同的击球队列来获得特别优势。比如说，尾列击球手有时会排在第3位被委以“急打”重任（pinch-hit，是棒球运动词汇，指试图在较少投球数里获得较多分数的猛烈击打）来迅速得分并保护击球更好的球员，因为无论如何他（作为一名击球水平较低的球员）的三柱门重要性较低。

### 对抗赛
板球对抗赛中的基本目标是尽量获得高的总分。由于轮数不限，击球手可以从容得分。对抗赛通常一天必须有90个投球轮。对抗赛里的开局者或开局的击球手往往拥有可靠的技术和保护三柱门的能力。这是因为在一局最初的一到两个小时中，尤其是在上午开局，通常非常适合投球，特别是对于快速投球、球在球道上的反弹以及球在空中的侧向运动。三号击球手（one-drop batsman）通常也有相当可靠的技术，从而能够在一名开局者出局之后稳定住局势。对抗赛的中列击球手往往拥有队中击球得分技术最佳的击球手，只是因为在一天之中中段的投球轮击球相对开局时要比较容易。如果某队的击球局在当天比赛的最后两小时内开始，则该队会安排一名“守夜人”在一名击球手出局之后上场。守夜人通常是名后列击球手，但并不完全是“兔子”。这种变动使得原定上场的击球手不必面对当天所剩的最后几轮。
在第三局中，击球一方可以快速得分来给对手设置巨大的分数目标。这种场景通常发生在第四天的比赛之中。击球队队长决定在第四局中给对手准备多少轮去追赶本队总分。他往往在第四天某个预先确定的时间宣布结束本队击球轮，从而他们队可以在当天投球至少20轮并且在最后一天投90轮。在第四局中拥有合适的投向对手的轮数相当重要，这是因为球道经历了相当程度的磨损和撕扯之后，在对抗赛中第四和第五日通常有利于投球（尤其是慢速投球）。因此，为了尽量设置较难达到的目标分数，击球一方需要提高得分率（平均每轮得分数）直到队长宣布结束本局。
但如果在进入对抗赛第四天时击球一方的得分极大落后于对手，击球一方最常见的战略则是以不失三柱门为目的的防御性击球。这样可以确保他们占用最多的时间直到第五日结束并以平局结束比赛，即任何队的击球局在第五日内没有结束，则整个比赛达到“平局”或僵局。另一方面，如果上述击球方得分超过两方的差距并得到较为稳固的领先分数，该队队长则可能考虑宣布结束此局从而使他能够“夺取”最后一日的胜利，当然这取决于领先分数的大小、投球手的状态以及球道的情况。